# Собачка Звонимира
Собачка Звонимира (Parablennius zvonimiri) — вид риб родини Собачкові (Blenniidae). Мешканці скельних біоценозів і обростань. Господарського значення не мають.

## Характеристика

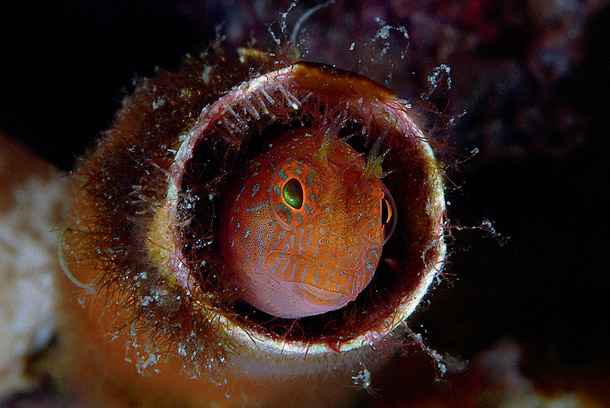
Голова собачки Звонимира

Сягає 7 см довжиною. Спинний плавець має виїмку між колючими (шипами) і м'якими променями. Спинних шипів 12; спинних м'яких променів 18; анальних шипів 2; анальних м'яких променів 19-20.

## Ареал
Субтропічна риба, зустрічається в межах 47°-30° п.ш., 6°-42° с.д. Ареал охоплює Середземне, Адріатичне, Мармурове і Чорне моря. У Чорному морі зустрічається вздовж берегів Кавказу, Болгарії, Румунії, України (Крим і Одеська затока).

## Біологія
Морська демерсальна риба, зазвичай зустрічається на глибині 6-12 м. Живе у погано освітлених біотопах на скелях і в печерах, також на гідротехнічних спорудах, серед періфітона. Ікра демерсальна, клейка.